# 4836 Medon
A 4836 Medon (ideiglenes jelöléssel 1989 CK1) egy kisbolygó a Naprendszerben. Carolyn Shoemaker fedezte fel 1989. február 2-án.